# 多普勒施萬德

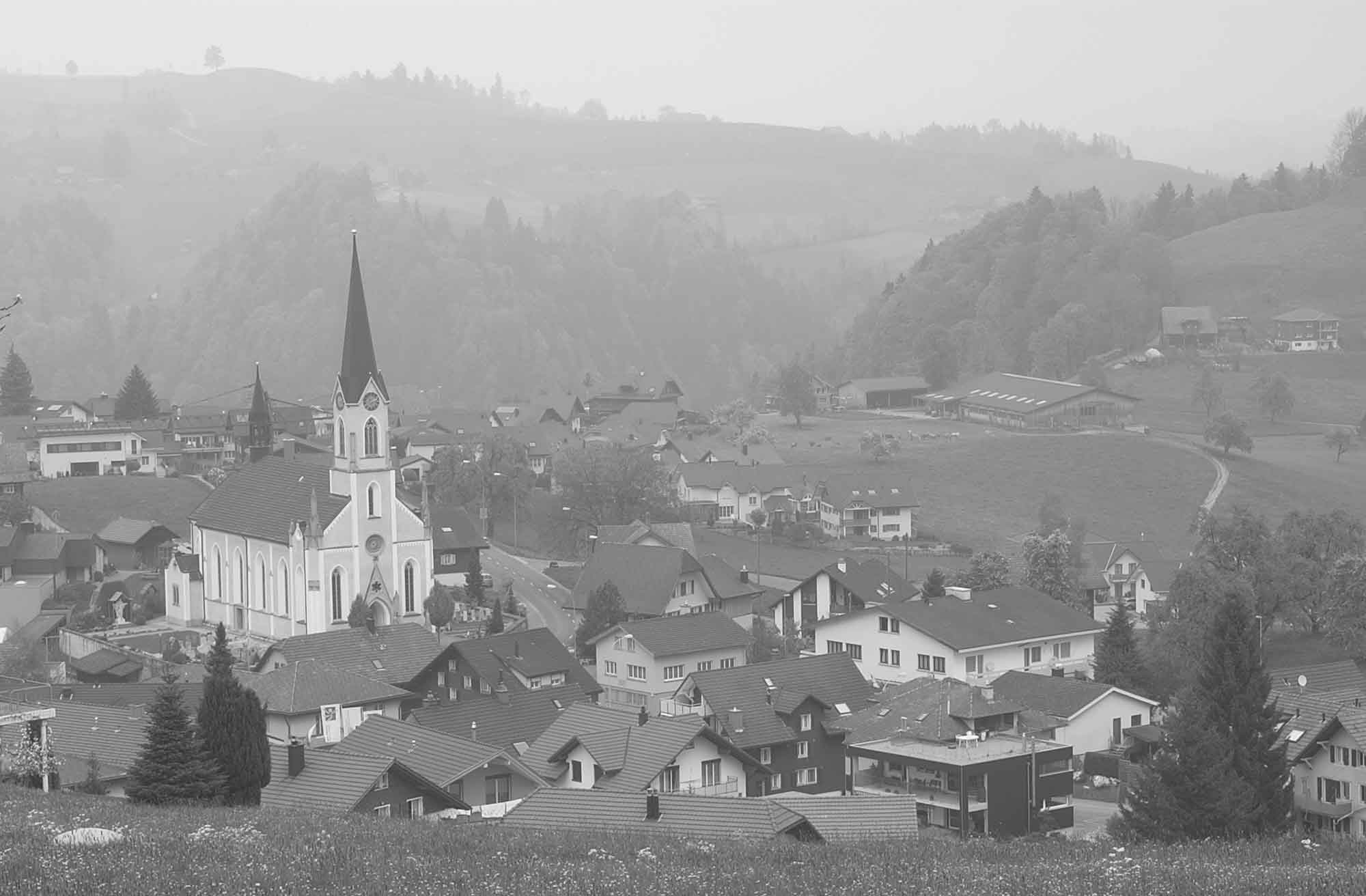

多普勒施萬德是瑞士的城鎮，位於該國中部，由琉森州負責管轄，面積6.97平方公里，五成半土地是農業用地，海拔高度751米，2011年人口737，人口密度每平方公里106人。